# Hora János Alajos
Hora János Alajos, Alois Johann Ludwig-Hora, Perczey (Zsombolya, 1812. október 11. – Pest, 1877) festő.

## Pályafutása
Bécsben tanult Friedrich von Amerlingnél, majd 1837-től Pesten nyitott műtermet. Leginkább arcképfestéssel foglalkozott, egy ilyen művét, Müller János festő arcképét (1836) a Szépművészeti Múzeum őrzi. 1838-ig Pesten munkálkodott, megfestette Lendvay arcképét Zampa szerepében és köztetszést aratott egy kolduspárt ábrázoló életképével. Jól tudta, hogy ha csak a sikerek meg is újulnak, maradandókká csak akkor lesznek, ha tudását, művészi látkörét a külföld művészetének alapos tanulmányozásával támasztja alá, de meg annak az eshetősége is izgatta a külföldi útra, hogy a hírnév odakinn sem fogja cserben hagyni. Művészi tapasztalásainak gyarapítása végett 1838 és 1841 között Bécsben és Párizsban tartózkodott, ahol iránta oly kitűnő pártolással viseltettek, hogy ott készített minden művét, melyeket a párizsi műegyesületnek bemutatott, legszigorúbb bírálat után is a műkiállitásba több ízben elfogadták. Szorgalmasan dolgozott és tanult és egyszerre azon kapta magát, hogy a szerény magyar művészt kezdik elismerni. Műveit a műkereskedők is vették. Párizsban őt is utolérte a magyar művészek nosztalgiája: a visszatérés vágya. Habár annyira megalapozta exisztenciáját, hogy bizalommal nézhetne a jövő elé, mégis hazakívánkozott.
1841-ben Pesten a Miatyánk utca 204. szám alatt lakott a második emeleten. Visszatérése után újabb sikerek sorakoztak itthon eltöltött munkájához és a műpártoló közönség újból elhalmozta megbízásokkal. A Honművész 1841. február 14-iki száma szerény és kellemes társalgású művészként jellemzi, akinek műtereme mindenki előtt tárva áll és a benne felállított érdekes festményekből ki-ki meggyőződhetik jeles tehetsége felől. 1842-43-ban Kolozsvárott dolgozott. Innen előbb Bukarestre tett át lakását, majd végül Pestre költözött át. Az akkori krónika, valahányszor Hóra lakást változtatott, mindenkor megemlítette. Egy ízben lakása a Kézutcában, 15. sz. alatti Unger-ház első emeletében; későbben a Galamb utcában, Grubovszky házában volt. Hogy az arcképfestészet téren nemcsak a megrendelőit, hanem kritikusait is kielégítette, egyik kritikusának elismerő szavai eléggé elárulják. "Hóra e művészi ágban (arcképfestés) oly fokra emelkedik, hogy a legjelesebb honi festészek sorába lehet helyezni." Hazai sikerei nem kábították el. 1848-ban vezetéknevét Perczeyre változtatta.
Hóra, művészi kvalitásain kívül tisztán férfias tulajdonságaival is meg tudta hódítani közönségét. Rendkívül szerény egyéniség volt, finom és ötletes társalgási modor, csupa szeretetreméltóság: ezek voltak jellemének főbb tulajdonságai.
Művei többnyire portrék, életképek. Képeit Párizsban is kiállította. Műveit a Magyar Történelmi Képtár, egy arcképét az Ernst Múzeum őrzi.

## Galéria

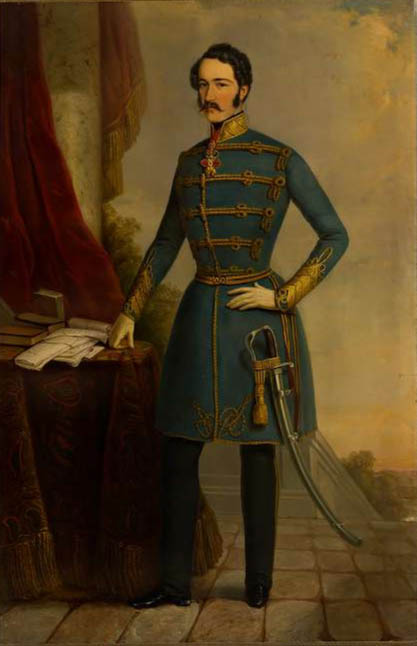
István nádor portréja
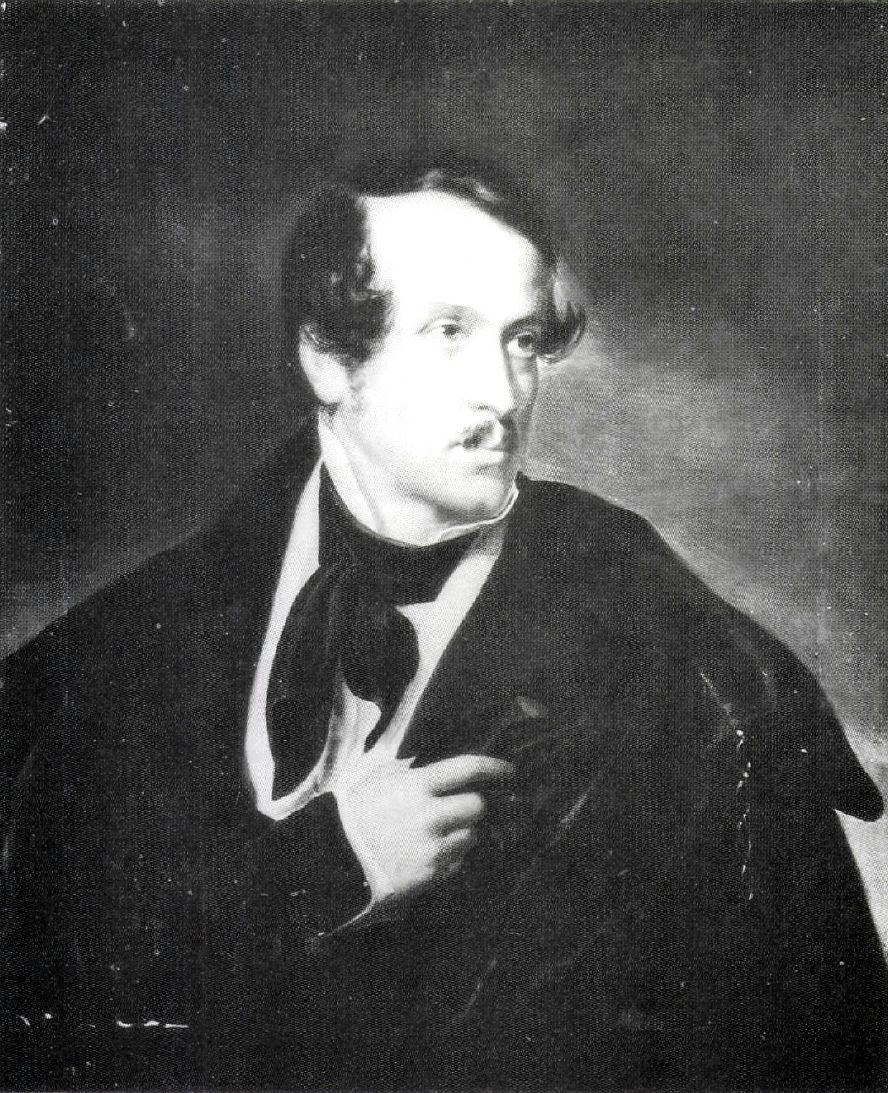
Müller János portréja (1836)
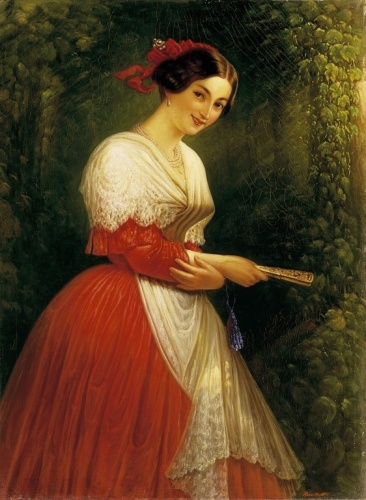
Piros ruhás lány
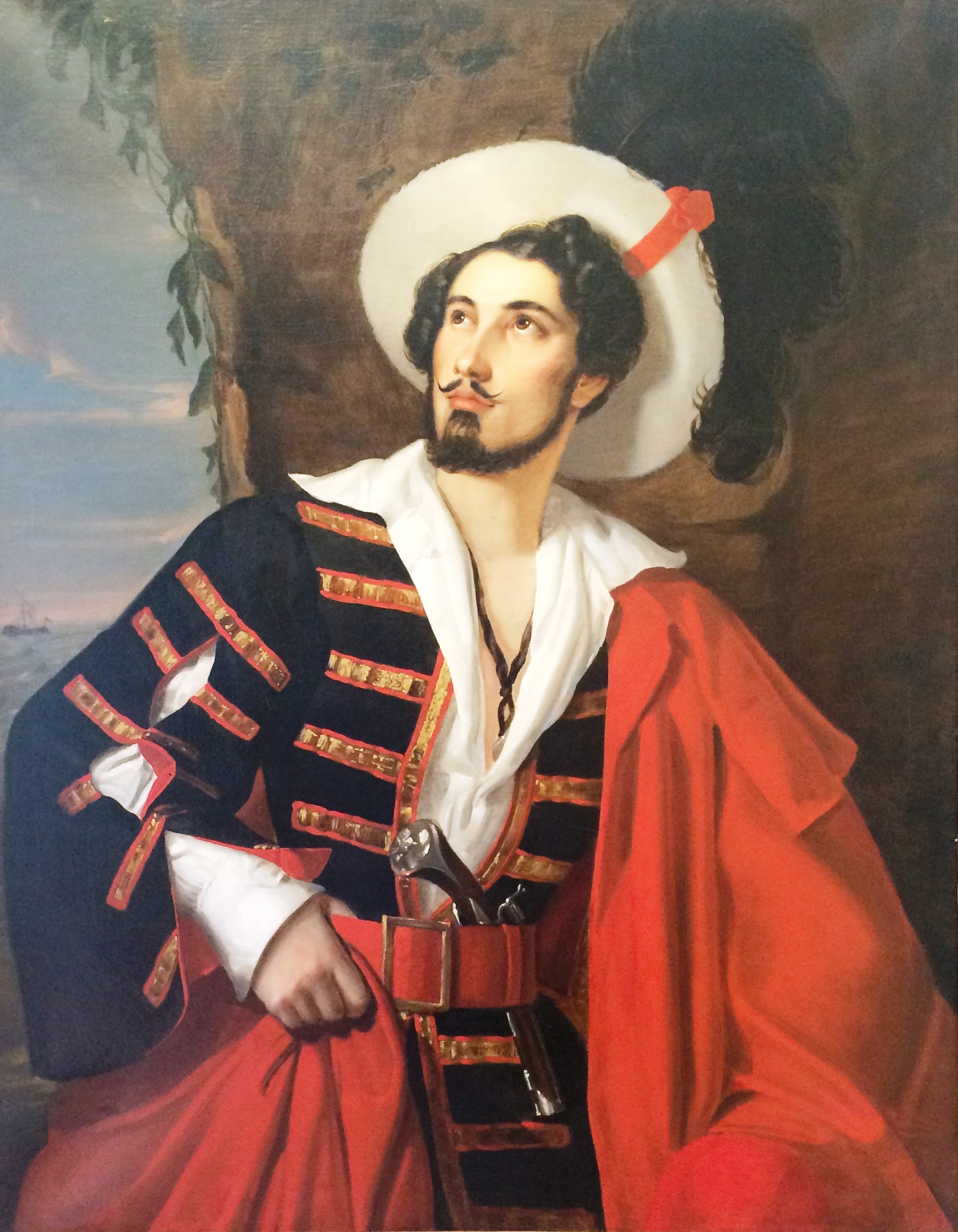
Ifj. Lendvay Márton színész (1860-as évek)
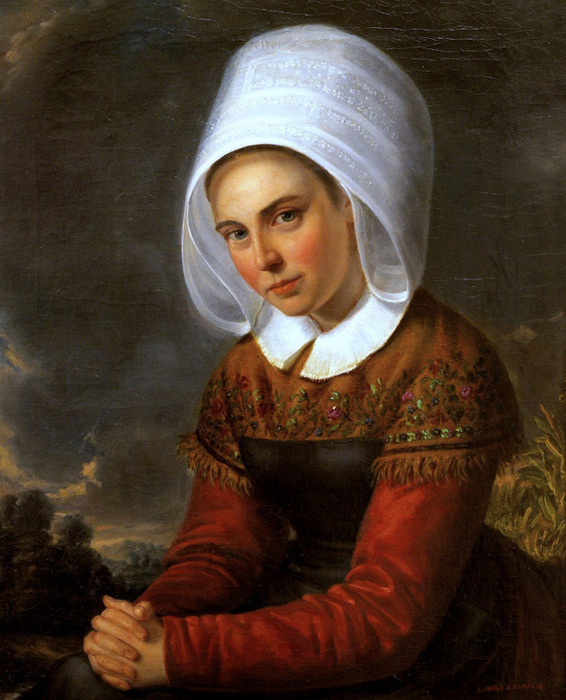
Női portré
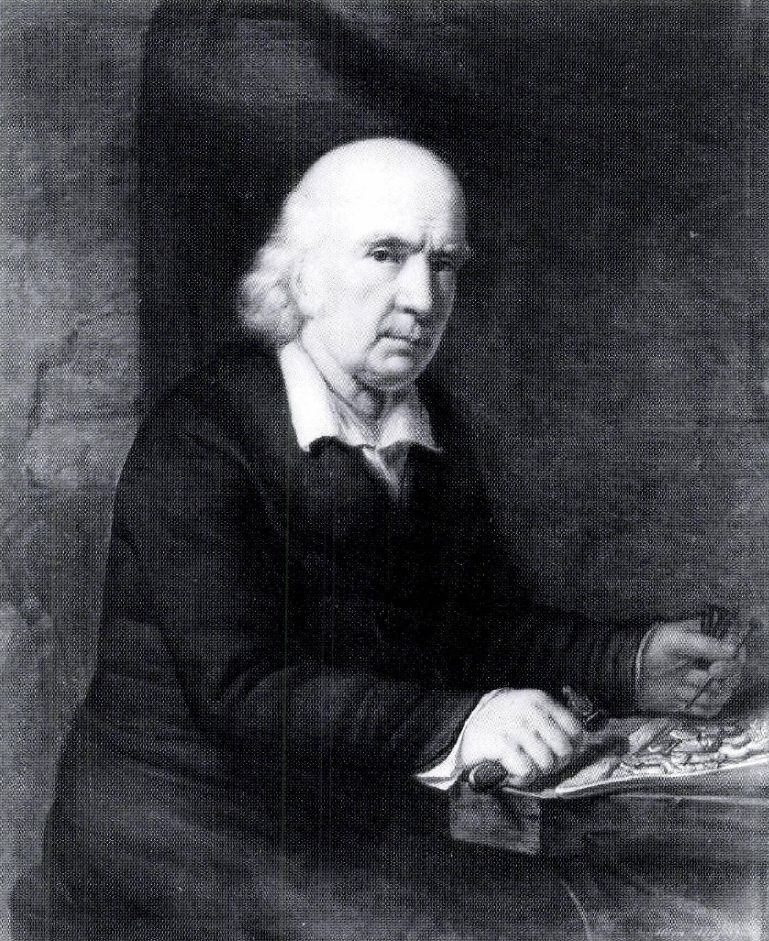
Szentpéteri József arcképe (1846)